# Monumento a Ramón Castilla (plazuela de La Merced)

La escultura de Ramón Castilla se encuentra en la plazuela de la Merced, en el Cercado de Lima, espacio urbano declarado como Ambiente Urbano Monumental por el Ministerio de Cultura, mediante la Resolución Suprema N°2900 del 28 de diciembre de 1972. Además, ha sido declarado como bien mueble integrante del Patrimonio Cultural de la Nación por el Ministerio de Cultura mediante la Resolución Viceministerial N°053-2018-VMPCIC-MC el 24 de abril del 2018.
Obra del escultor peruano David Lozano, el monumento fue inaugurado el 6 de junio de 1915. Es la primera escultura colocada en un espacio público de Lima realizada por un escultor nacional.

## Descripción
La escultura de Ramón Castilla consta de dos partes: el pedestal y la escultura del mariscal. El primero consta de una plataforma baja con forma de pirámide trunca de 2 m de lado construida con bloques de piedra canteada. Sobre ella se encuentra el pedestal hecho a base de granito artificial. El pilar es totalmente llano y está rematado en su parte superior por una canefa en forma de guirnalda. La cual tiene en cada uno de sus cuatro lados un pequeño escudo del Perú realizado en bronce.
La efigie de Castilla tiene una altura de 2.10 m y reposa sobre una base cuadrada de bronce que sirve de enlace con el pedestal. El expresidente peruano se encuentra representado de cuerpo completo, apoyado sobre su pie derecho y con el talón izquierdo ligeramente levantado en actitud de dar un paso. Se encuentra vestido con uniforme militar, con fajín y con la banda presidencial atravesando su torso. Los rasgos del rostro se encuentran fielmente representados, según las fotografías que se conocen de él.

## Historia

### Concepción y fabricación de la escultura
Desde 1870, el gobierno peruano impulsó la iniciativa de inmortalizar la figura del mariscal Ramón Castilla, pero no es hasta 1910 en la que se presentó una versión preliminar de la escultura, elaborada por el escultor David Lozano. Esta fue adquirida por el presidente Guillermo Billinghurst para que sea fundida en bronce por cuenta del Estado y sea colocada en el balneario limeño -hoy distrito- de Chorrillos, en una plaza que llevaba el nombre del Mariscal. Sin embargo, debido a diversos cuestionamientos, el monumento se colocaría finalmente en la plazuela de la Merced en el centro histórico de Lima, en reemplazo de la farola de Las Tres Gracias, ubicada en dicho espacio desde 1889.
La escultura fue inaugurada el 6 de junio de 1915 y contó con la presencia del entonces presidente Óscar R. Benavides y el alcalde de Lima, Federico Elguera; y fue el mariscal Andrés Avelino Cáceres quien se encargó de la develación.
Esta escultura es la primera fundida en bronce en el Perú y elaborada por un artista nacional. Por ello, su inauguración adquirió mayor relevancia en el contexto del desarrollo de las artes plásticas del Perú republicano. Hasta ese momento, los pocos monumentos dedicados a los héroes nacionales ubicados en las plazas públicas de la ciudad habían sido concebidos y realizados por artistas extranjeros.

## Sobre el autor

### David Lozano
David Lozano nació en El Callao, el 7 de enero de 1865 y murió en Lima, el 16 de enero de 1936. Se inició como dibujante en El Perú Ilustrado en 1889. Tuvo a su cargo la parte gráfica en la obra Galería de retratos de los gobernantes del Perú independiente, editada por José Antonio de Lavalle. 
Se dedicó después a la escultura, guiado tan solo por su propia iniciativa y genio creador. Sus principales obras escultóricas fueron: los monumentos al mariscal Antonio José de Sucre, a Manco Cápac, a Castilla y a Juana Alarco de Dammert; los bustos de Francisco Javier de Luna Pizarro en el Congreso y el de José Antonio Miró Quesada, en el vestíbulo del local de “El Comercio”.

## Ubicación
Como se mencionó anteriormente, inicialmente se había pensado en colocar la escultura en el balneario -hoy distrito- de Chorrillos, en una plaza que llevaba su nombre. Finalmente, se decidió su instalación en la plazuela de la Merced en el centro histórico de Lima, en donde permanece desde su inauguración en 1915. 
La plazuela, existente desde el siglo XVI se ubica en la esquina de la cuadra 6 de jirón de la Unión y la cuadra 1 de jirón Huancavelica, frente a la Iglesia de La Merced. La plazuela fue escenario de importantes acontecimientos de la época virreinal y republicana, entre las que destaca haber sido uno de los escenarios donde José de San Martín proclamó la Independencia del Perú en 1821.
El monumento se encuentra en el centro de la plazuela con la efigie orientado hacia el este, mirando hacia la fachada principal de la Iglesia de La Merced.